# Rüdiger von der Goltz
Gustav Adolf Joachim Rüdiger Graf von der Goltz (ur. 8 grudnia 1865 w Sulechowie, zm. 4 listopada 1946 w Kinnsegg (Bernbeuren)) – generał major Armii Cesarstwa Niemieckiego. Uczestnik I wojny światowej.

## Życiorys
Od lutego 1918 dowódca dywizji niemieckiej, która była nazywana „wschodnią dywizja morską” lub „dywizja bałtycką”. Dywizja stacjonowała w Finlandii, gdzie w 1918 brała udział w walkach z Czerwonymi. Goltz sformował w Finlandii tzw. „Fiński Korpus”, który wchodził w skład Armii Niemieckiej. Wspierał politykę fińskiego generała Carla Mannerheima.
Od stycznia 1919 r. dowodził niemieckimi wojskami w rejonie Morza Bałtyckiego, a w lutym został dowódcą 6 Korpusu Rezerwowego, w skład którego wchodziły jednostki złożonej z łotewskich Niemców Bałtyckiej Landeswehry, oddział księcia A.P. Lievena, niemiecka „Żelazna Dywizja” i oddziały białogwardzistów. Walczył z oddziałami Armii Czerwonej w Kurlandii.
Stronnik zorganizowania w rejonie Bałtyku Królestwa Bałtyckiego. W kwietniu w Lipawie rozbroił wojska łotewskie i obalił rząd K. Ulmanisa, doprowadzając do powstania proniemieckiego rządu Andrievsa Niedry. 23 maja zajął Rygę. W czerwcu po uzgodnieniu z nowym rządem Łotwy włączył „Żelazną Dywizję” w skład wojsk łotewskich i wtargnął w granice Litwy, ale został zmuszony do wycofania. We wrześniu włączył swoje wojska w skład białej Północno-Zachodniej Armii, jednak w październiku na skutek wymuszenia przez Ententę został przez rząd Niemiec usunięty ze stanowiska, a wojska niemieckie zostały rozformowane. W latach 1924–1933 przewodniczący Niemieckiego Związku Obrony Ojczyzny. Od 1934 przywódca Cesarskiego Związku Byłych Oficerów. Autor pamiętników.